# 빅 스토어
빅 스토어(The Big Store)는 미국에서 제작된 찰스 라이즈너 감독의 1941년 코미디, 뮤지컬 영화이다. 그루초 막스 등이 주연으로 출연하였다. 출시명은 막스 브라더스 - 빅 스토어이다.

## 출연

### 주연
- 그루초 막스
- 치코 마르크스
- 하포 마스

### 조연
- 토니 마틴
- 버지니아 그레이
- 마가렛 듀몬트
- 더글러스 덤브릴
- 윌리엄 태넌